# Bastö stråket
Bastö stråket är en fjärd i Finland. Det ligger i Pargas stad i landskapet Egentliga Finland, i den sydvästra delen av landet, 190 km väster om huvudstaden Helsingfors.
Bastö stråket avgränsas av Bastö i söder, Hjälmholm i väster, Ängholm i nordväst, Broklot i nordöst samt Hirsholm i väster. Den ansluter till Pensor fjärden i sydväst och Västerby fjärden i öster.